# Сентър
Сентър (на английски: Center) е град в окръг Рио Гранде, щата Колорадо, САЩ. Сентър е с население от 2392 жители (2000) и обща площ от 2,2 km². Намира се на 2330 m надморска височина. ЗИП кодът му е 81125, а телефонният му код е 719.